# Желєзнодорожна Казарма 242 км
Желє́знодоро́жна Каза́рма 242 км (рос. Желєзнодорожна Казарма 242 км) — селище у складі Барнаульського міського округу Алтайського краю, Росія.

## Населення
Населення — 112 осіб (2010; 106 у 2002).
Національний склад (станом на 2002 рік):
- росіяни — 99 %